# The Best of Goldfinger
The Best of Goldfinger è una raccolta del gruppo pop punk/ska punk statunitense Goldfinger, pubblicato il 19 aprile 2005 da Mojo Records. Si tratta di una pubblicazione in due dischi, un CD e un DVD contenente video musicali e materiale live.
È presente anche una traccia inedita, Innocent, scritta assieme a Benji Madden dei Good Charlotte.

## Tracce

### CD
1. Here in Your Bedroom - 3:10
2. Mable - 2:18
3. Miles Away - 1:55
4. Superman - 3:05
5. If Only - 2:25
6. This Lonely Place - 3:19
7. Just Like Heaven (The Cure cover) - 1:56
8. Counting the Days - 3:29
9. San Simeon - 3:23
10. 99 Red Balloons (Nena cover) - 3:54
11. Tell Me - 2:14
12. Open Your Eyes - 2:47
13. Spokesman - 2:33
14. The Innocent (feat. Mest e Good Charlotte) - 3:01
15. Vintage Queen - 3:04
16. Hopeless - 4:09
17. Rio - 2:59

## Formazione
- John Feldmann - voce, chitarra, produttore
- Charlie Paulson - chitarra (tracce 1 - 11)
- Brian Arthur - chitarra (tracce 12 - 17)
- Kelly Lemieux - basso (tracce 8 - 17)
- Simon Williams - basso (tracce 1 - 7)
- Darrin Pfeiffer - batteria

### Crediti[2]
- Joel Madden - voce
- Nick Gigler - voce di sottofondo
- Tony Lovato - voce di sottofondo
- Jeremiah Rangel - voce di sottofondo
- Benji Madden - chitarra
- Jeff Bender - fotografia
- Bettina Brunner - fotografia
- Simone Frischauf - fotografia
- Julie M. Killian - fotografia
- Michael Tedesco - produttore compilation
- Steven Berkowitz - A&R
- Patrick Fong - design
- Howard Fritzson - art director
- Chaz Harper - mastering
- Lily Lew - packaging
- Jim Parham - direttore del progetto
- Waleed Rashidi - note